# Carlos Yulo
Carlos Yulo, född 16 februari 2000, är en filippinsk gymnast.

## Karriär
Vid sommar-OS 2020 placerade sig Yu
hefilu på en fjärdeplats i hopp. Han tog guld i fristående vid VM 2019 och guld i hopp vid VM 2021.
Vid olympiska sommarspelen 2024 vann Yulu guld i både hopp och fristående. 